# شیرین خانکان

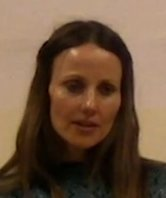
شیرین خانکان در سال ۲۰۱۱

شیرین خانکان Sherin Khankan زاده ۳ اکتبر ۱۹۷۴ نخستین امام جمعه زن است و در تنها مسجد شهر کپنهاگ دانمارک در مسجد مریم کار می‌کند. او همچنین یک کنشگر در مسائل داخلی مسلمانان از جمله حضور زن در جامعه، افراط‌گرایی و اسلام و سیاست است.

## زندگی
وی در سال ۱۹۷۴ در دانمارک از مادری فنلاندی و پدری سوری به دنیا آمد. پدر او نیز کنشگر سیاسی و یک فمینیست بود. شیرین در شهر دمشق درس خواند و در سال ۲۰۰۰ (میلادی) به دانمارک بازگشت.
او دارای کارشناسی ارشد جامعه‌شناسی دین و فلسفی از دانشگاه کپنهاگ است.

## رده‌بندی
بی‌بی‌سی اور را درفهرست ۱۰۰ زن بی‌بی‌سی در سال ۲۰۱۶ (میلادی) قرار داد.

## زندگی شخصی
شیرین خانکان ۴ دختر دارد. او از همسرش طلاق گرفته است.